# Jendrassik György
Jendrassik György (Budapest, 1898. május 13. – London, 1954. február 8.) posztumusz Széchenyi-díjas magyar gépészmérnök. A dízelmotorok és gázturbinák fejlesztése terén ért el kimagasló eredményeket.

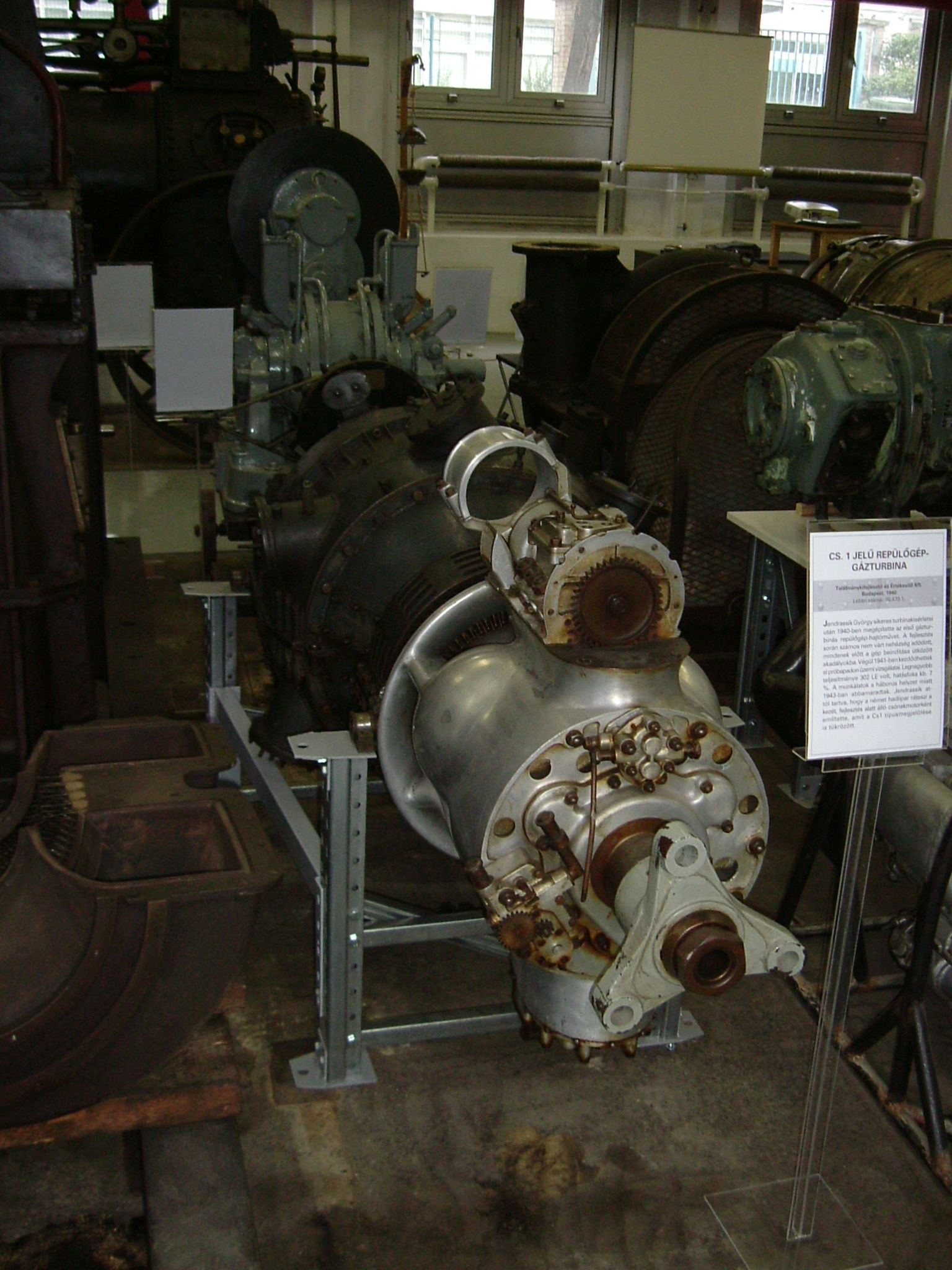
A Cs–1 gázturbina a budapesti Műszaki Múzeumban

## Élete
Középiskoláit Budapesten, a VIII. kerületi Horánszky utcai reálgimnáziumban – a mai Vörösmarty Mihály Gimnáziumban – végezte. A matematika és fizika iránt különös érdeklődést mutatott, hatodikos korában már tudott integrálni és differenciálni, és 1916-ban megnyerte a Mathematikai és Physikai Társulat fizikaversenyét.
Egyetemi tanulmányait 1916-ban kezdte meg a budapesti Királyi József Műegyetem gépészmérnöki karán. Az 1919–1920 közötti tanévben Kármán Tódor engedélyével ösztöndíjasként a berlini műszaki egyetemen tanult, ahol többek között Albert Einstein és Max Planck előadásait is látogatta. 1922-ben szerezte meg kitűnő minősítéssel a gépészmérnöki oklevelet, és még ugyanebben az évben elkezdett dolgozni a Ganz és Társa – Danubius Villamossági-, Gép-, Waggon és Hajógyár Rt.-nél.
Tevékenységét a Tanulmányi Osztály keretén belül kezdte, amely a fejlesztő, kísérletező részleget jelentette. Első munkái közé tartozott a holland tengerparti helyiérdekű vasút részére szállított újszerű kocsik főtartóinak szilárdsági számítása és a terhelési próbák előkészítése. Ebben az időben a Tanulmányi Osztály központi témája egy középfordulatú semi-dízelmotor kifejlesztése volt. Így Jendrassiknak alkalma nyílt megismerni a dízelmotor elméleti és gyakorlati problémáit.
Érdeklődése hamarosan a dízelmotorok fejlesztése felé fordult. Több szabadalmat dolgozott ki, amelyekkel a járművekben is alkalmazható kis- és közepes teljesítményű dízelmotorok kifejlesztését alapozta meg. Kétéves fejlesztőmunka után, 1927-ben készült el a Jm 130 típusjelű, egyhengeres motor tervével, melynek furata 130 mm, lökete 160 mm volt, és 1000 1/min fordulatszámnál 12 lóerőt teljesített 210 gramm fajlagos fogyasztás mellett. Ezt továbbfejlesztve születtek meg később a két-, négy- és hathengeres változatok is, amelyek stabil, vasúti jármű és hajó meghajtására alkalmas kivitelben készültek, és amelyek egyik fő jellegzetessége az előkamrás égéstér volt.
1927-ben a dízelmotorok sikerét látva az első szabadalmakat és a motorokat még a Tanulmányi Osztály keretein belül dolgozta ki, de 1927 nyarán létrehozták részére az önálló Jendrassik Motorszerkesztési Osztályt. Ez az osztály még a halála után is működött, egészen 1958 végéig. A Ganz-Jendrassik motoroknak köszönhetően kezdődött el a vasút motorizálása, de a dízelmotorok a hajózásban és a közúti járművekben is elterjedtek.
Szabadalmait több nagy motorgyár, köztük az akkoriban vezető motorgyártónak számító spanyol Hispano-Suiza és az angol Vickers is megvásárolta. Jendrassik kiválóan tudott németül, franciául, angolul és spanyolul. Nagy nyelvtudására szüksége is volt, mert a vállalat ügyeiben gyakran kellett nyugati országokba utaznia. 1934-ben magánirodát rendezett be, ahol munkatársaival a Hispano-Suiza részére megtervezett egy hathengeres V-elrendezésű dízelmotort. A Ganz Rt. mellett saját irodát is fenntartott.
1934-ben megnősült, feleségül vette Schmahl Johannát, Schmahl Henrik okleveles építész nagyobbik leányát.
Az egyre tökéletesebb Jendrassik-motorok az egész világon ismertté váltak, öregbítették a magyar ipar, a Ganz-gyár és nem utolsósorban Jendrassik György hírnevét. Az állandó motorfejlesztési tevékenység mellett a gázturbinák megvalósításával is foglalkozott. Magánirodájában végezték a majdan megvalósuló gázturbina számára a termodinamikai számításokat.
1936-ban létrehozta a Találmánykifejlesztő és Értékesítő Kft.-t, amely állami támogatást is kapott az 1937-ben elkezdett gázturbina-kísérletekhez, melyet 1938 végére siker koronázott: megszületett a világ első önálló tüzelőtérrel rendelkező kis gázturbinája, 100 LE-s teljesítménnyel és 21,2%-os gazdasági hatásfokkal. Az 1939-40-es években elkészítette a Cs–1 jelű, 1000 LE-re tervezett repülőgép-gázturbinát, ezzel párhuzamosan kísérleteket folytatott járművek részére szánt, 300 LE-s gázturbinával is. A JR 300 típusnevű járműgázturbina leválasztott munkaturbinával készült. Ez a hajtómű volt a világon az első légcsavaros gázturbina. A típusjelzésben a Cs "csónakmotort" jelentett, így akarták a német hírszerzést félrevezetni, hogy ne tegyék rá kezüket a radikálisan új erőforrásra.
Az egyre növekedő nehézségek ellenére nem hagyott fel azzal az elképzelésével, hogy a már világhírű motorjaihoz turbófeltöltőt tervezzen. A turbófeltöltővel végzett kísérletei a Ganz-gyárban folytak. Hosszas kísérletezés után látványos eredmény született: a kísérleti motor teljesítményét csupán a középnyomás emelésével sikerült 50%-kal megnövelni. Ez az eredmény 1944-ben szenzációként hatott. Sajnos, a kísérletek során nyert tapasztalatokat a gyakorlatban már nem tudták felhasználni, mert a munkálatokat Budapest ostroma miatt be kellett szüntetni.
Közben a Ganz-vállalatnál is növekedett Jendrassik tekintélye, amit követett hatáskörének és rangjának emelkedése. 1939-ig osztályvezető volt, főmérnöki (1927), felügyelői (1930), főfelügyelői (1931) és igazgatói (1936) rangban. 1939-ben a gyár helyettes vezérigazgatójának, 1942-ben vezérigazgatónak nevezték ki. A vezérigazgatóságot csak rábeszélésre, a vállalat érdekében vállalta el. Eredményeit a Magyar Tudományos Akadémia is elismerte, 1943. május 14-én levelező tagjának választotta, székfoglalójára azonban a háború miatt nem kerülhetett sor.
Budapest ostromának elmúltával azonnal megjelent a romos Ganz-gyárban és a rá jellemző intenzitással vetette bele magát az újrakezdés munkálataiba. Szakértő tagja lett több külföldre utazó szakmai küldöttségnek, többször utazott a nyugati államokba is, hogy mint a Ganz vezérigazgatója, felelevenítse korábbi üzleti kapcsolatait, amelyek a háború miatt megszakadtak.
Az akkori zavaros politikai és gazdasági körülmények nem kedveztek a törekvéseinek. Számos támadás érte, ellenséges légkör és bizalmatlanság vette körül. A személyét ért sérelmek miatt, valamint azért, mert kutatómunkáját nem volt módja folytatni, 1947-ben egy nyugati üzleti útjáról nem tért vissza Magyarországra. Rövid ideig Argentínában élt, majd végül Londonban telepedett le. Angliában a Metropolitan Vickers Ltd-nél tovább folytatta a gázturbinákkal kapcsolatos fejlesztőmunkáját, de mellette saját céget is létrehozott. Ennek a cégnek a keretében dolgozta ki utolsó találmányát, a nyomáscserélőt. A Ganz gyárral való kapcsolata 1951-ben véglegesen megszakadt, azt követően, hogy egy Magyarországról érkezett bizottsággal megállapodott abban, hogy hazai szabadalmairól a jövőre nézve lemond. A múltra vonatkozó igényeit azonban fenntartotta. 1954. február 8-án hunyt el. 1990-ben posztumusz Széchenyi-díjat kapott az egész világon elismert gyorsjárású dízelmotorok feltalálásáért.

## A Jendrassik-motor

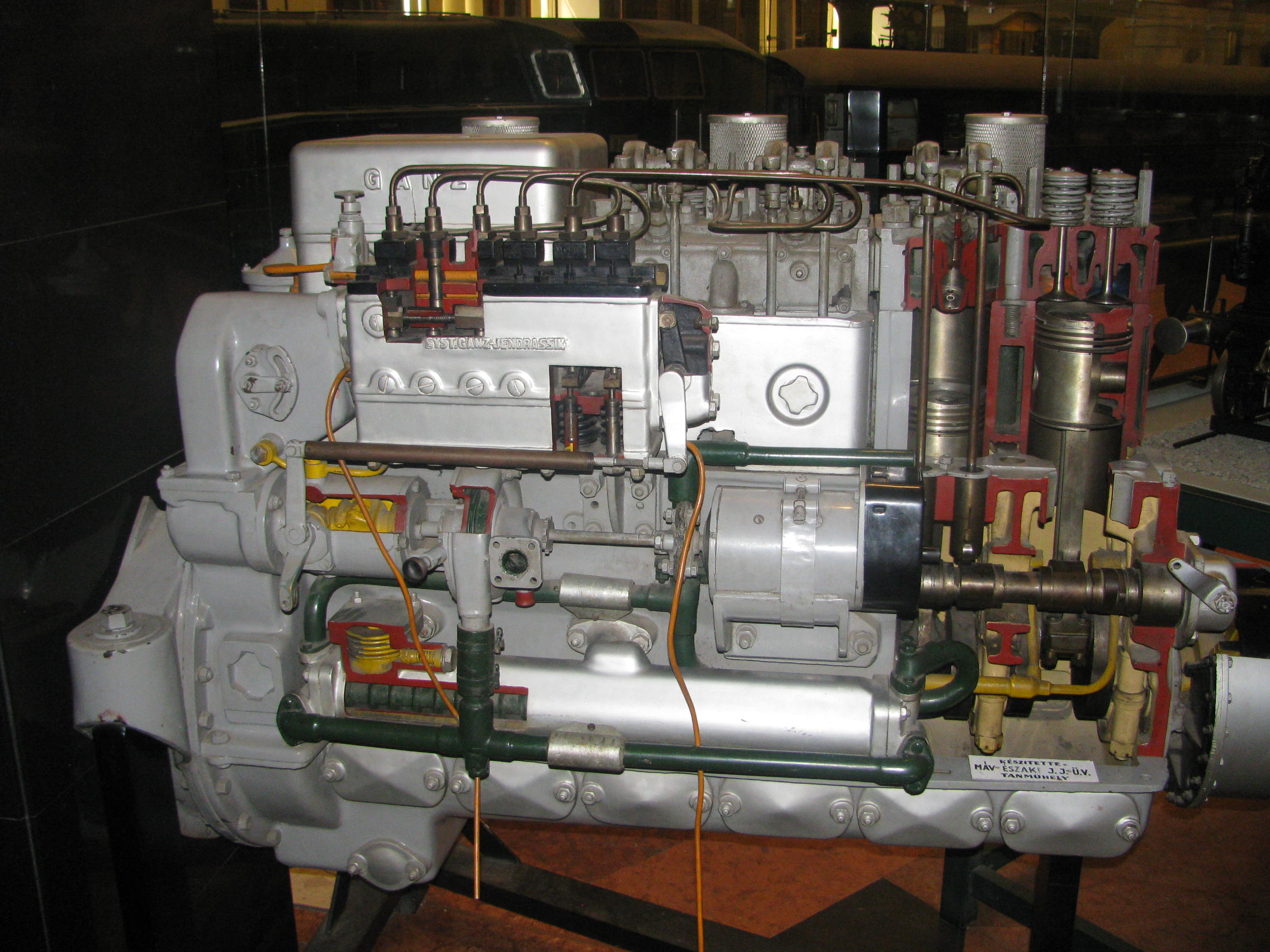
6 hengeres Ganz-Jendrassik motor 1934-ből

A Jendrassik-motor a következő fontosabb újításokat tartalmazta:
- Előkamrás égéstér a jobb keverékképzés elérésére és a magasabb üzemi fordulatszám érdekében.
- Dekompressziós berendezés az indítás és a normál üzemi állapot elérésének meggyorsítására.
- Rugós adagolószivattyú.

A motort az akkor magasnak számító fordulatszám miatt kisebb sínautókba, hajókba szerelték.
A motorkocsikba való motorokat úgy tervezték, hogy a régebbi benzinmotorok helyére szerelhessék. A Jendrassik-motorral szerelt Árpád motorvonat 2 óra 58 perc alatt teljesítette a Budapest–Bécs távolságot, épp úgy, mint a korszerű railjet vonatok.

## Szabadalmai
Működése során 60 szabadalmi bejelentésen szerepel a neve:
| Lajstrom-szám | A bejelentés napja | Osztály jelzete | A szabadalom címe |
| ------------- | ------------------ | --------------- | --- |
| 94510         | 1924.09.09.        | V/d/2           | Belső égésű hőerőgép és ehhez való üzemeljárás |
| 94538         | 1926.05.21.        | V/d/2           | Tág határok között változó nyomatékkal járható belső égésű hőerőgép                                                                                                |
| 94953         | 1926.09.30.        | V/d/2           | A tüzelőanyag-szivattyút működtető szerkezet belső égésű hőerőgépek részére                                                                                        |
| 95627         | 1927.04.21.        | V/d/2           | Kompresszor nélküli, tüzelőanyag-befecskendezéssel dolgozó, belső égésű erőgép                                                                                     |
| 98058         | 1927.11.22.        | V/e/1           | Szelep, főleg hőerőgépek tüzelőanyag-szivattyúi vagy porlasztói részére                                                                                            |
| 99445         | 1928.06.25.        | V/d/2           | Tüzelőanyag-szivattyút működtető szerkezet |
| 99555         | 1928.05.22.        | V/d/3           | Sarló alakú munkaterű, görgős szivattyú vagy motor |
| 100249        | 1929.03.12.        | XXI/c           | Diffusor, főleg centrifugál szivattyúkhoz és kompresszorokhoz |
| 101099        | 1929.03.22.        | V/d/1           | Radiális átömlésű gázturbinakerék, elsősorban állandó nyomású gázturbinákhoz                                                                                       |
| 102168        | 1930.01.01.        | V/d/2           | Kompresszor nélküli tüzelőanyag-befecskendezéssel dolgozó, belső égésű motor                                                                                       |
| 102467        | 1929.11.21.        | V/d/2           | Löketszabályozó ütköző nyomólöketükben megfeszített rugóval működtetett tüzelőanyag- szivattyúk részére                                                            |
| 103750        | 1930.07.03.        | V/d/2           | Öblítőszivattyú belső égésű hőerőgépek számára |
| 103785        | 1930.04.05.        | V/d/2           | Berendezés belső égésű hőerőgépek dugattyúinak kenőolajjal való hűtésére                                                                                           |
| 103968        | 1930.05.06.        | XXI/c           | Dugattyús szivattyú |
| 104125        | 1930.08.02.        | V/d/2           | Dugattyús szivattyú vagy motor |
| 104590        | 1930.07.10.        | V/d/2           | Berendezés erőgépek indításának megkönnyítésére |
| 105614        | 1931.02.19.        | V/e/2           | Eljárás és berendezés áramlások energiájának tárolására és a tárolt energia visszaszolgáltatására                                                                  |
| 105664        | 1928.11.30.        | V/d/2           | Átömlő furat vagy csatorna előkamrás rendszerű belső égésű hőerőgépek elégési terében levő válaszfalak, terelőelemek számára                                       |
| 105928        | 1930.02.07.        | V/d/2           | Tüzelőanyag-szivattyút működtető szerkezet |
| 106412        | 1930.10.16.        | XXI/c           | Eljárás és berendezés folyékony közegek közötti energiaátadásra |
| 106453        | 1931.05.30.        | XXI/c           | Szívóberendezés szivattyúk, elsősorban centrifugál-szivattyúk részére                                                                                              |
| 108105        | 1932.03.02.        | V/e/1           | Berendezés csövekben áramló közeg hőátadásának fokozására |
| 108126        | 1932.04.05.        | V/d/2           | Eljárás kompresszor nélküli Diesel motorok befecskendező szerveiben fellépő káros nyomáshullámok kiküszöbölésére                                                   |
| 109447        | 1933.01.10.        | XVIII/a         | Hűtő, illetve fűtőfelület cseppfolyós vagy gáznemű közegek részére                                                                                                 |
| 109728        | 1930.04.08.        | V/d/2           | Kétütemű belső égésű hőerőgép |
| 111353        | 1933.11.11.        | V/d/2           | Eljárás és berendezés forgó tengelycsapok, elsősorban belső égésű hőerőgépek fő- és forgattyúcsapjainak hűtésére                                                   |
| 111446        | 1933.09.23.        | V/d/2           | Átömlő furat vagy csatorna előkamrás rendszerű belső égésű hőerőgépek elégési terében lévő válaszfalaihoz, terelőelemeihez                                         |
| 111648        | 1933.01.14.        | V/d/2           | Berendezés előkamrák, légtárolók stb. rögzítésére belső égésű hőerőgépek hengerfejeiben                                                                            |
| 113629        | 1935.03.22.        | V/e/1           | Tömszelence |
| 114505        | 1935.04.01.        | V/d             | Üzemi eljárás és berendezés gázturbinákhoz |
| 114689        | 1935.06.15.        | V/d/3           | Hajtórúd, elsősorban gyorsforgású motorokhoz |
| 114740        | 1935.04.09.        | V/d/2           | Üzemi eljárás és berendezés belső égésű, befecskendezéses, elsősorban járműveket hajtó dugattyús hőerőgépekhez                                                     |
| 117387        | 1936.06.10.        | V/d/2           | Berendezés motoros járművek hajtómotorainak üzemi ellenőrzésére |
| 117559        | 1936.07.09.        | V/e/1           | Közös dugattyúhoronyba helyezett dugattyúgyűrűpár |
| 119895        | 1937.02.13.        | V/d/2           | Munkaeljárás gázturbinákhoz és az eljárás foganatosítására való gázturbina                                                                                         |
| 120477        | 1935.05.31.        | XXI/c           | Forgó aerodinamikus kompresszor |
| 120831        | 1937.12.24.        | V/d/1           | Szabályozási eljárás gázturbinákhoz és hozzávaló gázturbina |
| 120860        | 1937.06.26.        | V/d/2           | Berendezés gázturbinákhoz |
| 121918        | 1938.01.26.        | V/d/2           | Üzemi eljárás égési turbinákhoz és az eljárás kivitelére való turbinaberendezés                                                                                    |
| 121919        | 1938.04.16.        | V/d/2           | Üzemeljárás és berendezés gázturbinákhoz |
| 123678        | 1938.07.12.        | V/d/2           | Eljárás sorba kapcsolt és egymástól mechanikailag független turbinákat tartalmazó gépcsoport számára és hozzávaló berendezés                                       |
| 123679        | 1938.07.14.        | V/d/2           | Eljárás gázturbinák szabályozására és hozzávaló berendezés |
| 124290        | 1939.04.11.        | V/d/2           | Üzemeljárás és berendezés gázturbinák részére |
| 125513        | 1935.11.25.        | V/d/2           | Eljárás és berendezés forgó kompresszorok, turbinák vagy ezekből álló gépcsoportok indítására és részterheléssel való üzembentartására                             |
| 126422        | 1939.08.02.        | V/d/2           | Hőkicserélő |
| 128044        | 1940.07.26.        | V/d/2           | Eljárás és berendezés gázturbinatelepekhez a hasznos munkát kifejtő gépegység forgásértelmének megváltoztatására                                                   |
| 128045        | 1940.10.17.        | XXI/c           | Eljárás és berendezés kompresszortelepekhez a szállított munkaközeg mennyiségének szabályozására                                                                   |
| 128611        | 1940.08.28.        | V/d/2           | Tartórendszer meleg munkaközeggel dolgozó forgó gépek, főleg gáz- és gőzturbinák csapágytokjai számára                                                             |
| 130185        | 1941.07.03.        | V/e/1           | Berendezés csavaró lengések csillapítására |
| 131263        | 1941.12.20.        | XVIII/b         | Szárazoltási eljárás és hozzávaló berendezés |
| 132904        | 1942.02.26.        | V/d/2           | Eljárás és berendezés gázturbinák üzemének szabályozására |
| 133514        | 1942.05.22.        | II/h            | Hőkicserélő |
| 134340        | 1942.11.26.        | V/d/1           | Kalorikus turbina, elsősorban gázturbina |
| 134341        | 1942.11.26.        | V/d/1           | Kalorikus turbina, elsősorban gázturbina |
| 135274        | 1943.04.16.        | II/h            | Felületi hőkicserélő, főleg hűtő |
| 136421        | 1943.07.13.        | V/d/2           | Eljárás lapátkoszorús forgó gépeknek periodikus jellegű működési folyamat szerint való üzembentartására, s az eljárás kivitelére való gép, illetve gépi berendezés |
| 136611        | 1943.01.28.        | II/h            | Hőtároló betétes hőkicserélő |
| 137368        | 1943.06.21.        | V/d/1           | Eljárás lapátkoszorús forgó gépeknek váltakozó átáramlási irányban való üzemben tartására, s az eljárás kivitelére való forgó gép                                  |
| 138415        | 1942.11.10.        | V/d/2           | Eljárás és berendezés változó fordulatszámú munkaturbinát tartalmazó gázturbinatelepek üzemi szabályozására                                                        |
| 139149        | 1946.02.12.        | XVIII/h         | Eljárás és berendezés nagy hőfokú gáznemű közegek hűtésére |